# Општина Виљагран (Гванахуато)
Виљагран (шп. Villagrán) општина је у Мексику у савезној држави Гванахуато. Општина се налази на надморској висини од 1739 м.

## Становништво
Према подацима из 2010. у општини је живело 55782 становника.

### Хронологија
| Година       | 2000                  | 2005                  | 2010                  |
| ------------ | --------------------- | --------------------- | --------------------- |
| Становништво | 45941 (21894 / 24047) | 49653 (23697 / 25956) | 55782 (26905 / 28877) |

### Попис
| \| \| м \| \| \| ж \| \| 0—2 \| 1.695 \| \| \| 1.666 \| \| 3—5 \| 1.784 \| \| \| 1.729 \| \| 6—11 \| 3.770 \| \| \| 3.591 \| \| 12—14 \| 1.763 \| \| \| 1.731 \| \| 15—17 \| 1.700 \| \| \| 1.755 \| \| 18—24 \| 3.349 \| \| \| 3.785 \| \| 60+ \| 2.048 \| \| \| 2.361 \| \| Просек : \| 27,4 \| \| \| 28,6 \| |       |  |  |       |
| |       |  |  |       |
| | м     |  |  | ж     |
| 0—2 | 1.695 |  |  | 1.666 |
| 3—5 | 1.784 |  |  | 1.729 |
| 6—11 | 3.770 |  |  | 3.591 |
| 12—14 | 1.763 |  |  | 1.731 |
| 15—17 | 1.700 |  |  | 1.755 |
| 18—24 | 3.349 |  |  | 3.785 |
| 60+ | 2.048 |  |  | 2.361 |
| Просек : | 27,4  |  |  | 28,6  |

| #   | Индикатор                                                                                        | Вредност |
| --- | ------------------------------------------------------------------------------------------------ | -------- |
| 1   | Становништво од 0 до 2 године                                                                    | 3361     |
| 2   | Мушко становништво од 0 до 2 године                                                              | 1695     |
| 3   | Женско становништво од 0 до 2 године                                                             | 1666     |
| 4   | Становништво са 3 и више година                                                                  | 52227    |
| 5   | Мушко становништво са 3 и више година                                                            | 25112    |
| 6   | Женско становништво са 3 и више година                                                           | 27115    |
| 7   | Становништво са 5 и више година                                                                  | 49858    |
| 8   | Мушко становништво са 5 и више година                                                            | 23909    |
| 9   | Женско становништво са 5 и више година                                                           | 25949    |
| 10  | Становништво са 12 и више година                                                                 | 41353    |
| 11  | Мушко становништво са 12 и више година                                                           | 19558    |
| 12  | Женско становништво са 12 и више година                                                          | 21795    |
| 13  | Становништво са 15 и више година                                                                 | 37859    |
| 14  | Мушко становништво са 15 и више година                                                           | 17795    |
| 15  | Женско становништво са 15 и више година                                                          | 20064    |
| 16  | Становништво са 18 и више година                                                                 | 34404    |
| 17  | Мушко становништво са 18 и више година                                                           | 16095    |
| 18  | Женско становништво са 18 и више година                                                          | 18309    |
| 19  | Становништво од 3 до 5 година                                                                    | 3513     |
| 20  | Мушко становништво од 3 до 5 година                                                              | 1784     |
| 21  | Женско становништво од 3 до 5 година                                                             | 1729     |
| 22  | Становништво од 6 до 11 година                                                                   | 7361     |
| 23  | Мушко становништво од 6 до 11 година                                                             | 3770     |
| 24  | Женско становништво од 6 до 11 година                                                            | 3591     |
| 25  | Становништво од 8 до 14 година                                                                   | 8475     |
| 26  | Мушко становништво од 8 до 14 година                                                             | 4315     |
| 27  | Женско становништво од 8 до 14 година                                                            | 4160     |
| 28  | Становништво од 12 до 14 година                                                                  | 3494     |
| 29  | Мушко становништво од 12 до 14 година                                                            | 1763     |
| 30  | Женско становништво од 12 до 14 година                                                           | 1731     |
| 31  | Становништво од 15 до 17 година                                                                  | 3455     |
| 32  | Мушко становништво од 15 до 17 година                                                            | 1700     |
| 33  | Женско становништво од 15 до 17 година                                                           | 1755     |
| 34  | Становништво од 18 до 24 године                                                                  | 7134     |
| 35  | Мушко становништво од 18 до 24 године                                                            | 3349     |
| 36  | Женско становништво од 18 до 24 године                                                           | 3785     |
| 37  | Женско становништво од 15 до 49 година                                                           | 15615    |
| 38  | Становништво са 60 и више година                                                                 | 4409     |
| 39  | Мушко становништво са 60 и више година                                                           | 2048     |
| 40  | Женско становништво са 60 и више година                                                          | 2361     |
| 41  | Однос између мушкараца и жена                                                                    | 93.17    |
| 42  | Становништво од нуле до 14 година                                                                | 17729    |
| 43  | Становништво од 15 до 64 године                                                                  | 34756    |
| 44  | Становништво од 65 година и више                                                                 | 3103     |
| 45  | Просечан број деце                                                                               | 2.51     |
| 46  | Становништво рођено у ентитету                                                                   | 51726    |
| 47  | Мушко становништво рођено у ентитету                                                             | 24881    |
| 48  | Женско становништво рођено у ентитету                                                            | 26845    |
| 49  | Становништво рођено у другом ентитету                                                            | 3521     |
| 50  | Мушко становништво рођено у другом ентитету                                                      | 1760     |
| 51  | Женско становништво рођено у другом ентитету                                                     | 1761     |
| 52  | Становништво од 5 година и више резидентно у ентитету у јуну 2005. године                        | 48091    |
| 53  | Мушко становништво старосног доба од 5 година и више, резидентно у ентитету у јуну 2005. године  | 22826    |
| 54  | Женско становништво старосног доба од 5 и више година, резидентно у ентитету у јуну 2005. године | 25265    |
| 55  | Становништво од 5 година и више које је живело у другом ентитету у јуну 2005. године             | 732      |
| 56  | Мушко становништво старије од 5 година које је живело у другом ентитету у јуну 2005. године      | 367      |
| 57  | Женско становништво старије од 5 година које је живело у другом ентитету у јуну 2005. године     | 365      |
| 58  | Становништво од 3 године и више које говори аутохтони језик                                      | 137      |
| 59  | Мушко становништво старо 3 године и више које говори аутохтони језик                             | 85       |
| 60  | Женско становништво старо 3 године и више које говори аутохтони језик                            | 52       |
| 61  | Становништво од 3 године и више које говори аутохтони језик и не говори шпански језик            | 0        |
| 62  | Мушко становништво старо 3 године и више које говори аутохтони језик и не говори шпански         | 0        |
| 63  | Женско становништво старо 3 године и више које говори аутохтони језик и не говори шпански језик  | 0        |
| 64  | Становништво старо 3 године и више које говори аутохтони језик и шпански                         | 93       |
| 65  | Мушко становништво старо 3 године и више које говори аутохтони језик и шпански                   | 56       |
| 66  | Женско становништво старо 3 године и више које говори аутохтони језик и шпански                  | 37       |
| 67  | Становништво од 5 година и више које говори аутохтони језик                                      | 136      |
| 68  | Становништво од 5 година и више које говори аутохтони језик и не говори шпански језик            | 0        |
| 69  | Становништво од 5 година и више које говори аутохтони језик и говори шпански језик               | 93       |
| 70  | Становништво у домородачким домаћинствима                                                        | 325      |
| 71  | Становништво са ограничењима у активностима                                                      | 2159     |
| 72  | Становништво са ограниченим ходањем или кретањем, горе или доле                                  | 1295     |
| 73  | Становници са ограничењима вида, чак и уз кориштење сочива                                       | 499      |
| 74  | Становништво са ограничењима говора, комуникације или конверзације                               | 178      |
| 75  | Становништво са ограниченим слухом                                                               | 218      |
| 76  | Становништво са ограничењима при одевању, купању или јелу                                        | 84       |
| 77  | Становништво са ограничењима у опажању или учењу једноставних ствари                             | 110      |
| 78  | Становништво са менталним ограничењима                                                           | 213      |
| 79  | Становништво без ограничења активности                                                           | 53282    |
| 80  | Становништво од 3 до 5 година које не похађа школу                                               | 1583     |
| 81  | Мушко становништво од 3 до 5 година које не похађа школу                                         | 827      |
| 82  | Женско становништво од 3 до 5 година које не похађа школу                                        | 756      |
| 83  | Становништво од 6 до 11 година које не похађа школу                                              | 155      |
| 84  | Мушко становништво од 6 до 11 година које не похађа школу                                        | 85       |
| 85  | Женско становништво од 6 до 11 година које не похађа школу                                       | 70       |
| 86  | Становништво од 12 до 14 година које не похађа школу                                             | 191      |
| 87  | Мушко становништво од 12 до 14 година које не похађа школу                                       | 78       |
| 88  | Женско становништво од 12 до 14 година које не похађа школу                                      | 113      |
| 89  | Становништво од 15 до 17 година похађа школу                                                     | 2342     |
| 90  | Мушко становништво од 15 до 17 година похађа школу                                               | 1186     |
| 91  | Женско становништво између 15 и 17 година живота у школи                                         | 1156     |
| 92  | Становништво од 18 до 24 године похађа школу                                                     | 1455     |
| 93  | Мушко становништво од 18 до 24 године похађа школу                                               | 709      |
| 94  | Женско становништво од 18 до 24 године похађа школу                                              | 746      |
| 95  | Становништво од 8 до 14 година које не може да чита и пише                                       | 296      |
| 96  | Мушко становништво старосног доба од 8 до 14 година које не може да чита и пише                  | 173      |
| 97  | Женско становништво старосног доби од 8 до 14 година које не може да чита и пише                 | 123      |
| 98  | Становништво од 15 година и више које је неписмено                                               | 2976     |
| 99  | Мушко становништво од 15 година и више које је неписмено                                         | 1050     |
| 100 | Женско становништво од 15 година и више које је неписмено                                        | 1926     |
| 101 | Становништво старо 15 и више година без школовања                                                | 3520     |
| 102 | Мушко становништво старо 15 и више година без школовања                                          | 1491     |
| 103 | Женско становништво старо 15 и више година без школовања                                         | 2029     |
| 104 | Становништво старосног доба 15 и више година са непотпуним основним образовањем                  | 4753     |
| 105 | Мушко становништво старосног доба од 15 година и више са непотпуном основним образовањем         | 1765     |
| 106 | Женско становништво старосног доба 15 и више година са непотпуном основним образовањем           | 2988     |
| 107 | Становништво старо 15 и више година са комплетним основним образовањем                           | 6173     |
| 108 | Мушко становништво старо 15 година и више са комплетним основним образовањем                     | 2388     |
| 109 | Женско становништво старо 15 и више година са комплетним основним образовањем                    | 3785     |
| 110 | Становништво старосног доба 15 и више година са непотпуним средњим образовањем                   | 1925     |
| 111 | Мушко становништво старосног доба од 15 година и више са непотпуним средњим образовањем          | 1037     |
| 112 | Женско становништво старосног доба од 15 година и више са непотпуним средњим образовањем         | 888      |
| 113 | Становништво старо 15 и више година са пуним секундарном образовањем                             | 12002    |
| 114 | Мушко становништво старосног доба од 15 година и више са пуним секундарном образовањем           | 6267     |
| 115 | Женско становништво старосног доба од 15 година и више са пуним секундарном образовањем          | 5735     |
| 116 | Становништво старије од 18 година са постосновним образовањем                                    | 8282     |
| 117 | Мушко становништво старије од 18 година са постосновним образовањем                              | 4306     |
| 118 | Женско становништво старије од 18 година са постосновним образовањем                             | 3976     |
| 119 | Просечна оцена школовања                                                                         | 7.73     |
| 120 | Просечан ниво образовања мушке популације                                                        | 8.13     |
| 121 | Просечан ниво образовања женског становништва                                                    | 7.38     |
| 122 | Економски активно становништво                                                                   | 19676    |
| 123 | Економски активна мушка популација                                                               | 14289    |
| 124 | Економски активна женска популација                                                              | 5387     |
| 125 | Становништво које није економски активно                                                         | 21499    |
| 126 | Мушко становништво које није економски активно                                                   | 5151     |
| 127 | Женско становништво које није економски активно                                                  | 16348    |
| 128 | Запослено становништво                                                                           | 18447    |
| 129 | Запослено мушко становништво                                                                     | 13185    |
| 130 | Запослено женско становништво                                                                    | 5262     |
| 131 | Незапослена популација                                                                           | 1229     |
| 132 | Незапослена мушка популација                                                                     | 1104     |
| 133 | Незапослена женска популација                                                                    | 125      |
| 134 | Становништво без права на здравствене услуге                                                     | 12774    |
| 135 | Становништво које има право на здравствене услуге                                                | 42763    |
| 136 | Становништво које има право на ИМСС                                                              | 22175    |
| 137 | Становништво које има право на социјално осигурање                                               | 2321     |
| 138 | Становништво које има право на државно социјално осигурање                                       | 110      |
| 139 | Становништво које има право на опште осигурање или здравствено осигурање за нову генерацију      | 16936    |
| 140 | Становништво које је било једном или није било у браку током 12 година и више                    | 13524    |
| 141 | Венчано или уједињено становништво од 12 година и више                                           | 24821    |
| 142 | Становништво које је било у браку или уједињено 12 година и више                                 | 2956     |
| 143 | Становништво са католичком религијом                                                             | 52202    |
| 144 | Протестанти, еванђелисти и библијски следбеници различити од еванђелиста                         | 2246     |
| 145 | Становништво са другим религијама различитим од претходних                                       | 1        |
| 146 | Становништво без религије                                                                        | 709      |
| 147 | Укупно пописаних домаћинства                                                                     | 12404    |
| 148 | Пописна домаћинства на челу са мушкарцима                                                        | 9826     |
| 149 | Пописна домаћинства на челу са женама                                                            | 2578     |
| 150 | Становништво у пописним домаћинствима                                                            | 55581    |
| 151 | Становништво у пописним домаћинствима на челу са мушкарцима                                      | 45135    |
| 152 | Становништво у пописним домаћинствима на челу са женама                                          | 10446    |
| 153 | Укупно домаћинстава                                                                              | 14891    |
| 154 | Укупно насељених домаћинстава                                                                    | 12464    |
| 155 | Укупно приватних кућа                                                                            | 14831    |
| 156 | Насељени приватни домови                                                                         | 12404    |
| 157 | Укупно насељених приватних кућа                                                                  | 12461    |
| 158 | Ненасељене приватне куће                                                                         | 2129     |
| 159 | Појединачна домаћинства за привремену употребу                                                   | 298      |
| 160 | Становници у насељеним приватним кућама                                                          | 55581    |
| 161 | Насељеност станара у приватним становима                                                         | 4.48     |
| 162 | Просечно становника по соби у приватним насељеним домаћинствима                                  | 1.2      |
| 163 | Појединачна домаћинства са подовима од различитих материјала од земље                            | 11439    |
| 164 | Појединачна домаћинства у приземљу                                                               | 938      |
| 165 | Појединачна домаћинства са једном спаваћом собом                                                 | 3256     |
| 166 | Појединачна домаћинства са две спаваће собе и више                                               | 9125     |
| 167 | Појединачна домаћинства са једним собом                                                          | 411      |
| 168 | Појединачна домаћинства са две собе                                                              | 2065     |
| 169 | Појединачна домаћинства са 3 собе и више                                                         | 9888     |
| 170 | Појединачна домаћинства која имају електрично светло                                             | 12227    |
| 171 | Појединачна домаћинства која немају електрично светло                                            | 159      |
| 172 | Појединачна домаћинства која имају водоводну воду у стамбеном простору                           | 11366    |
| 173 | Појединачна домаћинства која немају водоводну воду у стамбеном простору                          | 1012     |
| 174 | Појединачна домаћинства која имају тоалет                                                        | 12024    |
| 175 | Појединачна домаћинства која имају канализацију                                                  | 11808    |
| 176 | Појединачна домаћинства која немају канализацију                                                 | 561      |
| 177 | Појединачна домаћинства која имају електрично светло, довод воде из јавне мреже и канализацију   | 11055    |
| 178 | Појединачна домаћинства без икаквих услова                                                       | 138      |
| 179 | Појединачна домаћинства која имају радио                                                         | 9881     |
| 180 | Појединачна домаћинства која имају телевизор                                                     | 11990    |
| 181 | Појединачна домаћинства која имају фрижидер                                                      | 11053    |
| 182 | Појединачна домаћинства која имају машину за веш                                                 | 9606     |
| 183 | Појединачна домаћинства која имају аутомобил или комби                                           | 5369     |
| 184 | Појединачна домаћинства која имају рачунар                                                       | 2343     |
| 185 | Појединачна домаћинства која имају фиксну телефонску линију                                      | 4069     |
| 186 | Појединачна домаћинства која имају мобилни телефон                                               | 7390     |
| 187 | Појединачна домаћинства која имају приступ интернету                                             | 1306     |